# Ian Gibson
Ian Keith Gibson Ritchie (Dublín, 21 de abril de 1939), más conocido por Ian Gibson, es un hispanista de origen irlandés, nacionalizado español en 1984. Especialista en historia contemporánea española, es conocido, sobre todo, por sus trabajos biográficos sobre Federico García Lorca, Salvador Dalí, Antonio Machado y Luis Buñuel, entre otros, así como por obras sobre la guerra civil española y la dictadura franquista. 

## Biografía
Ian Gibson nació el 21 de abril de 1939 en una familia metodista puritana en el católico Dublín. Sobre su adolescencia, dijo en 2012: «Me sentía un intruso, sufría una profunda angustia, un problema de identidad que me ha ayudado a entender el problema de las minorías». Su primera educación la recibió en el colegio Newtown en Waterford, Irlanda, fundado por la Sociedad Religiosa de los Amigos (Quakers o «cuáqueros»), en 1798, y donde no cuentan solamente las calificaciones, sino también cosas que no se pueden medir fácilmente, hecho que tendrá influencia en su vida profesional.
Más tarde, empezó sus estudios en el 
Trinity College en Dublín, donde eligió el español junto con el 
francés. Por entonces encontró en una pequeña librería el Romancero gitano (1928) de Federico García Lorca. En su opinión, aunque no sabía el idioma, algo se comunicó con él, pensando en alguna conexión entre Irlanda y Andalucía, que le trajo el recuerdo del poemario Jinetes a la mar (1904) del irlandés John Millington Synge (1871-1909). Gibson necesitó sólo un año para que su castellano fuese fluido y el primer libro que leyó entero en español fue Azul... (1888) del nicaragüense Rubén Darío. Sobre la obra y el autor dice: 

No había encontrado nada igual en mi adolescencia, había color, pasión, erotismo, todo lo que necesitaba entonces. Rubén Darío me dejó una huella tan profunda que incluso le dediqué una novela y sigo creyendo en su condición de gran escritor, aunque el modernismo quedó sepultado por otros ismos.

En 1956 hizo su primer viaje a España, a Madrid, sin saber nada de la dictadura, ni quién era Franco. Y ahí se enamoró de la cultura y los paisajes españoles, de «toda una península llena de secretos y enigmas».
En 1960 Gibson obtuvo la licenciatura en Literatura española y francesa en el Trinity College de Dublín. En 1962 comenzó su carrera universitaria como profesor contratado de español en la Universidad Queen's de Belfast, en Irlanda del Norte. Para recoger material para su tesis doctoral sobre García Lorca, hizo su segundo viaje a Granada en 1965, acompañado de su mujer, antes de empezar a trabajar en la Universidad de Londres en 1968. Allí impartió clases de literatura hispánica y desde 1972, trabajó como profesor asociado. Durante su vida universitaria, publicó La represión nacionalista de Granada en 1936 y la muerte de Federico García Lorca (París, 1971) y su versión en inglés ampliada y corregida, The Death of Lorca (Londres, 1972).
En 1975 —el mismo año en que murió Franco— abandonó la vida académica para dedicarse a tiempo completo a escribir. Se trasladó al sur de Francia, y tras tres años en suelo francés, fijó su residencia en España en 1978. Se fue a vivir a Madrid, donde comenzó a escribir la biografía de Federico García Lorca, y en 1984 obtuvo la nacionalidad española sin renunciar a su pasaporte irlandés. En 1991, se instaló en El Valle, un pequeño pueblo situado entre Granada y el Mediterráneo por su afición hacia la vida y la muerte de García Lorca y las investigaciones consiguientes que realizó. 
En 2002, se publicó su biografía de Rubén Darío, Yo, Rubén Darío. Memorias póstumas de un rey de la poesía, que tuvo por resultado que Ian Gibson fuera elegido miembro honorario de la Academia Nicaragüense de la Lengua Española, creada en 1928.
Tras trece años en Andalucía, en 2004, se mudó otra vez a Madrid para trabajar en la biografía de Antonio Machado. Se instaló en el barrio de Lavapiés, que para él es un pueblo y al mismo tiempo la capital del mundo. En 2013 afirmó ser burgués de ciudades pequeñas, ya que no vive bien en lugares gigantescos y que, además, allí es donde viven muchos artistas creativos.
Ian Gibson está casado con Carole Elliott, con quien tiene dos hijos (Tracey y Dominic) y dos nietos (Daniel y Pablo).
En 2024 fue nombrado Presidente de Honor de la Sociedad Iberista, la principal asociación de este movimiento sociocultural, tras sus declaraciones públicas en favor del iberismo y el estrechamiento de las relaciones entre Portugal y España. 

### Participación política
Ian Gibson figuró como número seis en la lista presentada por el PSOE en 1995 en el municipio de El Valle, en Granada, repitiendo candidatura en 1999 y ejerciendo así durante ocho años consecutivos como Delegado Municipal de Cultura. Gibson se incluyó en ambas candidaturas en las listas del PSOE como independiente.
Sorprendido por el revuelo levantado por su decisión, aseguró que aceptó la propuesta por el simple hecho de quien se presentaba como candidato a la alcaldía de ese ayuntamiento por el PSOE, Juan Antonio Palomino, es un gran amigo, «y he decidido apoyarle, entre otras cosas porque quiero devolver a Granada y a Andalucía todo lo que ellas me han dado desde que llegué aquí». En esas mismas declaraciones, recogidas en el periódico ABC, a la pregunta «¿Es la cultura de izquierdas?», respondió:

La cultura suele ser progresista. Tiene que ver con la solidaridad, con la felicidad de la comunidad. En ese sentido creo que sí, que la cultura se encuentra allá donde hay gente progresista.

Casi veinte años más tarde, el autor todavía se interesa por la política española, aunque dejó de ser políticamente activo en el partido. A finales del 2013, valoraba así la situación política de España: 

Tengo la sensación de que si no estuviéramos en Europa aquí no habría garantía de estabilidad. Este país da la sensación de que se puede deshacer en cualquier momento. Si no hubiera sido por Europa, no hubiera sido tan democrático. Porque la derecha española es la peor del continente: no perdona, no acepta responsabilidades, no admite errores, expresa desdén hacia los otros...

Hasta hoy, ha recibido varios premios por sus obras y en 2012, le dieron también el Premio Christa Leem «por ser ejemplo de coraje, sin desfallecer, al servicio de la verdad y de la libertad».
En 2019 formó parte de la candidatura de Podemos-IU-Adelante Granada como número 26 al ayuntamiento de Granada sin alcanzar el acta de concejal.

## Obra de Ian Gibson
Forma parte —junto a Hugh Thomas, Raymond Carr y Paul Preston— del grupo de hispanistas de Irlanda y el Reino Unido que se ha dedicado al estudio de la historia contemporánea de España, especialmente a la de la Segunda República y la Guerra Civil. Aparte de su obra literaria, ha llevado a cabo una intensa actividad periodística, televisiva y radiofónica. 

### Obras históricas y/o biográficas
- La represión nacionalista de Granada en 1936 y la muerte de Federico García Lorca (París, 1971), traducida al inglés como The Death of Lorca (Londres, 1972).

Fue su primer libro, escrito durante su estancia en la Universidad de Londres. Con 194 páginas, cuenta cómo fue asesinado Lorca. Fue publicado en español en París en 1971 por Ruedo Ibérico, pero fue prohibido inmediatamente en España por su contenido anti-franquista. En 1979 se reeditó en España, en una versión corregida y ampliada, y en 1996 fue adaptado para el cine con el título Muerte en Granada, una película hispano-americana dirigida por Marcos Zurinaga. La traducción inglesa de la obra, revisada y ampliada por el propio autor, recibió el Prix International de la Presse.
- El vicio inglés (Barcelona, 1980), traducción española de The English Vice (Londres, 1978).

Se trata de un estudio académico sobre la correlación entre la obsesión victoriana con el castigo y el descubrimiento sexual.
- En busca de José Antonio (Barcelona, 1980), Premio Espejo de España 1980.

Aborda la vida de José Antonio Primo de Rivera (1903-1936), el fundador de Falange Española en 1933 y de cómo murió fusilado por los republicanos al principio de la Guerra Civil.
- La noche en que mataron a Calvo Sotelo (Barcelona, 1982).

En esta obra investiga el asesinato de José Calvo Sotelo (1893-1936), ministro de la dictadura de Primo de Rivera y líder de la derecha monárquica durante la Segunda República española.
- Paracuellos, cómo fue (Barcelona, 1983).

Se trata de una investigación rigurosa y objetiva sobre las matanzas de Paracuellos llevadas a cabo en la capital española en noviembre y diciembre de 1936. Gibson se atrevió a indagar en uno de los episodios más brutales de la represión republicana, donde milicianos republicanos sacaron de la cárcel Modelo de Madrid a unos 2400 prisioneros y los fusilaron en Paracuellos de Jarama y Torrejón de Ardoz. Fue reeditado en 2005 con un nuevo prólogo y el subtítulo La verdad objetiva sobre la matanza de presos en Madrid en 1936.
- Federico García Lorca (Barcelona, 1985-1987), traducida al inglés como Federico García Lorca. A Life (Londres, 1989).

Monumental biografía sobre Federico García Lorca. Consta de dos partes, De Fuente Vaqueros a Nueva York (1985) y De Nueva York a Fuente Grande (1987), que posteriormente se reunieron en un único tomo (Barcelona, 1994). En inglés se publicó una versión reducida que recibió dos premios: el James Tait Black Memorial Prizes y el Duff Cooper Memorial Prize.
- Queipo de Llano. Sevilla, verano de 1936 (Barcelona, 1986).

Se trata de una biografía de Gonzalo Queipo de Llano, uno de los protagonistas principales de la sublevación militar que dio origen a la Guerra Civil Española.
- En Granada, su Granada... Guía a la Granada de Federico García Lorca (Barcelona, 1989).

Fue posteriormente traducida al inglés por el autor como Lorca's Granada. A Practical Guide (Londres, 1992). No se trata de una biografía tradicional: «En diez rutas, Ian Gibson ha querido llevarnos por los rincones lorquianos, descubriéndonos su relevancia en la vida, la obra y el trágico fin del poeta. En esta obra figuran planos de cada ruta, una sucinta bibliografía, indicaciones prácticas y más de sesenta fotografías de Elizabeth Disney.»
- España (Barcelona, 1993), traducción española de Fire in the Blood. The New Spain (Londres, 1992).

Se trata de una obra destinada a acompañar una serie televisiva de la BBC. Nos provee de un retrato de paisajes, historia, gente y problemas de España, incluyendo el ejército, la resistencia de la iglesia al liberalismo, el papel de la mujer y el caso curioso de los vascos. El tema principal del libro gira en torno a la obsesión de la compensación del tiempo perdido para conseguir un papel importante en Europa desde la transición de la dictadura a la democracia con la muerte de Franco en 1975.
- Vida, pasión y muerte de Federico García Lorca (Barcelona, 1998).

Resumen de su biografía monumental en dos volúmenes, donde incide especialmente en el tema de la angustia amorosa, reflejo en parte de la homosexualidad del poeta, difícilmente asumible en aquella sociedad, en su condición de revolucionario sin carnet y su posición constante al lado de los débiles y de los marginados.
- La vida desaforada de Salvador Dalí (1998), traducción española de The Shameful Life of Salvador Dalí (Londres, 1997).

Exhaustiva biografía donde analiza con rigor el trasfondo catalán de la familia Dalí, su amistad y colaboraciones con Federico García Lorca y Luis Buñuel, la etapa de L'Amic de les Arts, la fulminante llegada de Gala, la incorporación al movimiento surrealista dirigido por André Breton, los productivos años treinta y luego, después de casi una década en Estados Unidos, la lenta decadencia de un excelente artista empeñado, aparentemente, en destruir su reputación como tal. Las reseñas inglesas de esta biografía han subrayado su ecuanimidad, su sentido del humor y su tajante negativa a aceptar cualquier dato personal procedente del propio Dalí sin contrastarlo con otras fuentes, a menudo más fidedignas.
- Lorca-Dalí, el amor que no pudo ser (Barcelona, 1999).

Esta obra «[...] nos brinda una inédita y sorprendente visión de la entrañable amistad que unió a dos colosos de la España del siglo XX. Amistad que el propio Dalí calificó, poco antes de morir, de «trágica» (si bien erótica), al no poder, por heterosexual -opinión discutible según el autor de esta obra-, corresponder físicamente a la pasión que suscitaba en el poeta.» Según Darío Villanueva, «lo más interesante de esta biografía de una amistad consiste en el estudio que hace de las influencias recíprocas, en sus análisis de los textos literarios de Lorca y Dalí». Varios críticos dicen que se lee como una novela y en 1999, Gibson recibió el Premio Así Fue por esta obra.
- El erotómano. La vida secreta de Henry Spencer Ashbee (Barcelona, 2002), traducción española de The Erotomaniac. The Secret Life of Henry Spencer Ashbee (Londres, 2001).

Después de dos biografías sobre dos hombres españoles muy famosos, Ian Gibson se ocupó de la vida de Henry Spencer Ashbee (1834-1900), un respetable caballero Victoriano. Era un hombre que ayudó a su mujer y a sus cuatro hijos, pero en su tiempo libre, ordenaba títulos "arriesgados" como Miss Bellasis Birched for Thieving y The Marchioness's Amorous Pastimes. Gibson tenía acceso a sus diarios y el archivo de la familia y encontró evidencia de que Ashbee pudiera haber sido el autor, o sea el autobiógrafo, del My Secret Life que habla de un caballero Victoriano y sus aventuras sexuales.
- Cela, el hombre que quiso ganar (Madrid, 2003).

Se trata de una biografía sobre el escritor español Camilo José Cela, Premio Nobel de Literatura en 1989.
- Dalí joven, Dalí genial (Madrid, 2004).

Es una biografía de Salvador Dalí, quién dijo a Ian Gibson en 1986: «¡Dígales que yo fui surrealista antes de conocer a Gala!»
- Ligero de equipaje. La vida de Antonio Machado (Madrid, 2006).

Monumental biografía sobre el poeta de la generación del 98.
- Cuatro poetas en guerra (Barcelona, 2007).

Un estudio acerca de la lealtad a la Segunda República —que tuvo un alto precio para ellos— de cuatro voces poéticas históricas: Antonio Machado, Juan Ramón Jiménez, Federico García Lorca y Miguel Hernández. En el 2022 se editó una novela gráfica con sus textos y dibujos de Quique Palomo.
- El hombre que detuvo a García Lorca. Ramón Ruiz Alonso y la muerte del poeta (Madrid, 2008).

Gibson se ocupa, con nueva documentación, del hombre que detuvo a García Lorca: Ramón Ruiz Alonso, un dirigente local de la CEDA (Confederación Española de Derechas Autónomas) que se implicó en las actividades represivas en la Granada de la guerra civil.
- Caballo azul de mi locura. Lorca y el mundo gay (Barcelona, 2009).

Un análisis del Federico García Lorca más íntimo, al poeta más humano y más sufrido. Asistiremos con él a su infancia y juventud en Granada, a un amor adolescente traumático, primicia absoluta del libro, a los «heroicos» años veinte en Madrid, a sus escarceos con Dalí y el escultor Emilio Aladrén, a su viaje a Nueva York y Cuba, a sus amistades íntimas de la etapa republicana, a sus continuos éxitos literarios... y a su terrible muerte.
- La fosa de Lorca. Crónica de un despropósito (Alcalá la Real, 2010).

- Luis Buñuel. La forja de un cineasta universal (Madrid, 2013).

Se trata de otra monumental biografía sobre los primeros treinta y ocho primeros años del cineasta Luis Buñuel, por la que Gibson recibió el Premio Muñoz Suay en 2014 y la Academia de Cine expresó el deseo de que pueda continuarla hasta los últimos días del genial cineasta español.
- Poeta en Granada. Paseos con Federico García Lorca (Barcelona, 2015).

- Los últimos caminos de Antonio Machado. De Collioure a Sevilla (Barcelona, 2019)

- Hacia la República Federal Ibérica. Reflexión y sueño de un hispanista irredento (Barcelona, 2021).

### Obras autobiográficas
- Un irlandés en España (Barcelona, 1981).

Es el diario de un año del hispanista irlandés que recoge sus impresiones acerca de la realidad española.
- Aventuras ibéricas. Recorridos, reflexiones e irreverencias (Barcelona, 2017).

Mezcla de libro de viajes, memorias y ensayo quijotesco. Su pretexto es un viaje a España que hizo el autor en 1957.

### Novelas
- Viento del sur. Memorias apócrifas de un inglés salvado por España (Barcelona, 2001)

Es la primera novela de Gibson y es casi autobiográfica. Narra en primera persona la trayectoria vital y profesional de un hispanista británico llamado John Hill. Sin embargo, dispone algunos recursos para que no se identifique como una autobiografía real, sino imaginaria: El prólogo se fecha en el 2015, por ejemplo. A lo largo de toda la obra incluye anotaciones testimoniales. Según Santos Sanz Villanueva, Gibson no brilla con esta novela, que no pasa de ser un entretenimiento.
- Yo, Rubén Darío. Memorias póstumas de un Rey de la Poesía (Madrid, 2002).

Narrada en primera persona, se trata de una novela inspirada en la vida y obra de Rubén Darío, estructurada, de hecho, como un collage autobiográfico, aprovechando muchos escritos del máximo creador del modernismo. Conforma uno de los más fieles y hermosos homenajes a Darío, quien nos narra desde el más allá —a través de un médium— la verdad de su vida atormentada y fascinante.
- La berlina de Prim (Barcelona, 2012).

Desarrollada en la Primera República (1873-1874), Gibson juega al thriller político. El periodista Patrick Boyd llega a España con una misión: aclarar el asesinato, tres años antes, de su amigo, el general Juan Prim y Prats, presidente del Gobierno y hombre más poderoso del país. Obtuvo el Premio Fernando Lara de Novela en 2012.

### Polémicas sobre sus obras
De su libro Las trece últimas horas en la vida de García Lorca, Miguel Caballero criticó las tesis de Gibson sobre la muerte del poeta granadino, tanto en lo que respecta al lugar como a la fecha de la muerte. En opinión de Caballero, el poeta habría sido fusilado la madrugada siguiente al día de su detención el 16 de agosto de 1936, sin llegar a permanecer detenido dos noches en el Gobierno Civil, como ha venido sosteniendo Gibson en diferentes estudios sobre Lorca. Por su parte, Luis Fernández Cifuentes comentó la «abrumadora cantidad de información y la insuficiencia de explicaciones en sus textos» en The English Vice. Asimismo, después de unas críticas realizadas por el propio Gibson a César Vidal, éste emprendió una campaña contra la metodología de trabajo de Gibson.

## Publicaciones de Ian Gibson
Obras históricas y/o biográficas
- 1971: La represión nacionalista de Granada en 1936 y la muerte de Federico García Lorca, París, 1971, Ruedo Ibérico (traducida al inglés como The Death of Lorca, Londres, 1972), reeditado en 1979.
- 1978: El vicio inglés, traducción española de The English Vice, Londres, 1978; Barcelona, 1980.
- 1980: En busca de José Antonio, Barcelona, 1980, Premio Espejo de España 1980.[11]
- 1982: La noche en que mataron a Calvo Sotelo, Barcelona.
- 1983: Paracuellos, cómo fue, Barcelona.[30]
- 1985: Federico García Lorca, Barcelona, traducida al inglés como Federico García Lorca. A Life (Londres, 1989).
- 1986: Queipo de Llano. Sevilla, verano de 1936, Barcelona.
- 1989: En Granada, su Granada... Guía a la Granada de Federico García Lorca, Barcelona, traducida al inglés por el autor como Lorca's Granada. A Practical Guide (Londres, 1992).
- 1992: España, traducción española en 1993 del original inglés Fire in the Blood. The New Spain, Londres, 1992.
- 1998: Vida, pasión y muerte de Federico García Lorca, Barcelona.
- 1997: La vida desaforada de Salvador Dalí, traducción española en 1998 de The Shameful Life of Salvador Dalí, Londres, 1997.
- 1999: Lorca-Dalí, el amor que no pudo ser, Barcelona, 1999.
- 2001: El erotómano. La vida secreta de Henry Spencer Ashbee (Barcelona, 2002), traducción española en 2002 de The Erotomaniac. The Secret Life of Henry Spencer Ashbee, Londres, 2001.
- 2003: Cela, el hombre que quiso ganar, Madrid.
- 2004: Dalí joven, Dalí genial, Madrid.
- 2006: Ligero de equipaje. La vida de Antonio Machado, Madrid.
- 2007: Cuatro poetas en guerra, Barcelona.
- 2008: El hombre que detuvo a García Lorca. Ramón Ruiz Alonso y la muerte del poeta, Madrid.
- 2009: Caballo azul de mi locura. Lorca y el mundo gay, Barcelona.
- 2010: La fosa de Lorca. Crónica de un despropósito, Alcalá la Real.
- 2013: Luis Buñuel. La forja de un cineasta universal, Madrid.
- 2015: Poeta en Granada. Paseos con Federico García Lorca, Barcelona.
- 2019: Los últimos caminos de Antonio Machado. De Collioure a Sevilla, Barcelona.
- 2021: Hacia la República Federal Ibérica. Reflexión y sueño de un hispanista irredento, Barcelona.

Obras autobiográficas
- 1981: Un irlandés en España, Barcelona.
- 2017: Aventuras ibéricas. Recorridos, reflexiones e irreverencias, Barcelona.

Novelas
- 2001: Viento del sur. Memorias apócrifas de un inglés salvado por España, Barcelona.
- 2002: Yo, Rubén Darío. Memorias póstumas de un Rey de la Poesía, Madrid.
- 2012: La berlina de Prim, Barcelona.

Memorias
- 2023: Un carmen en Granada, Barcelona.

## Premios y reconocimientos
- 2023 - XXXV Premio Comillas de Historia, Biografía y Memorias por su obra "Un carmen en Granada. Memorias de un dublinés".